# Hypatia din Alexandria

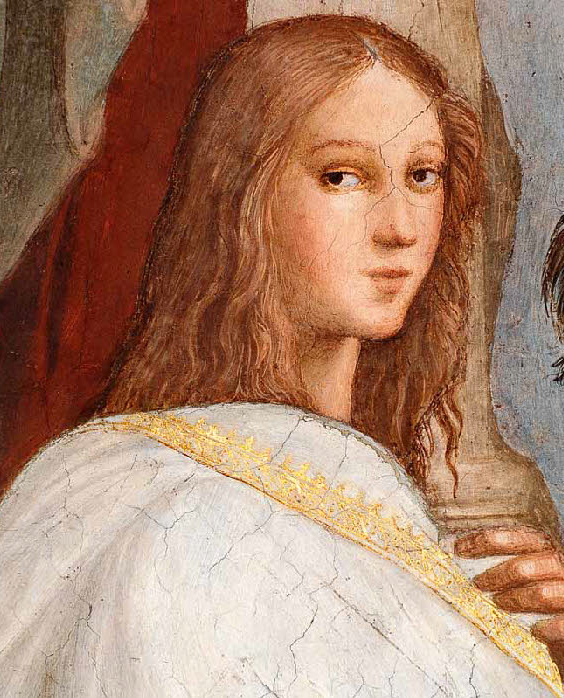
Hypatia, într-o pictură de Rafael Sanzio

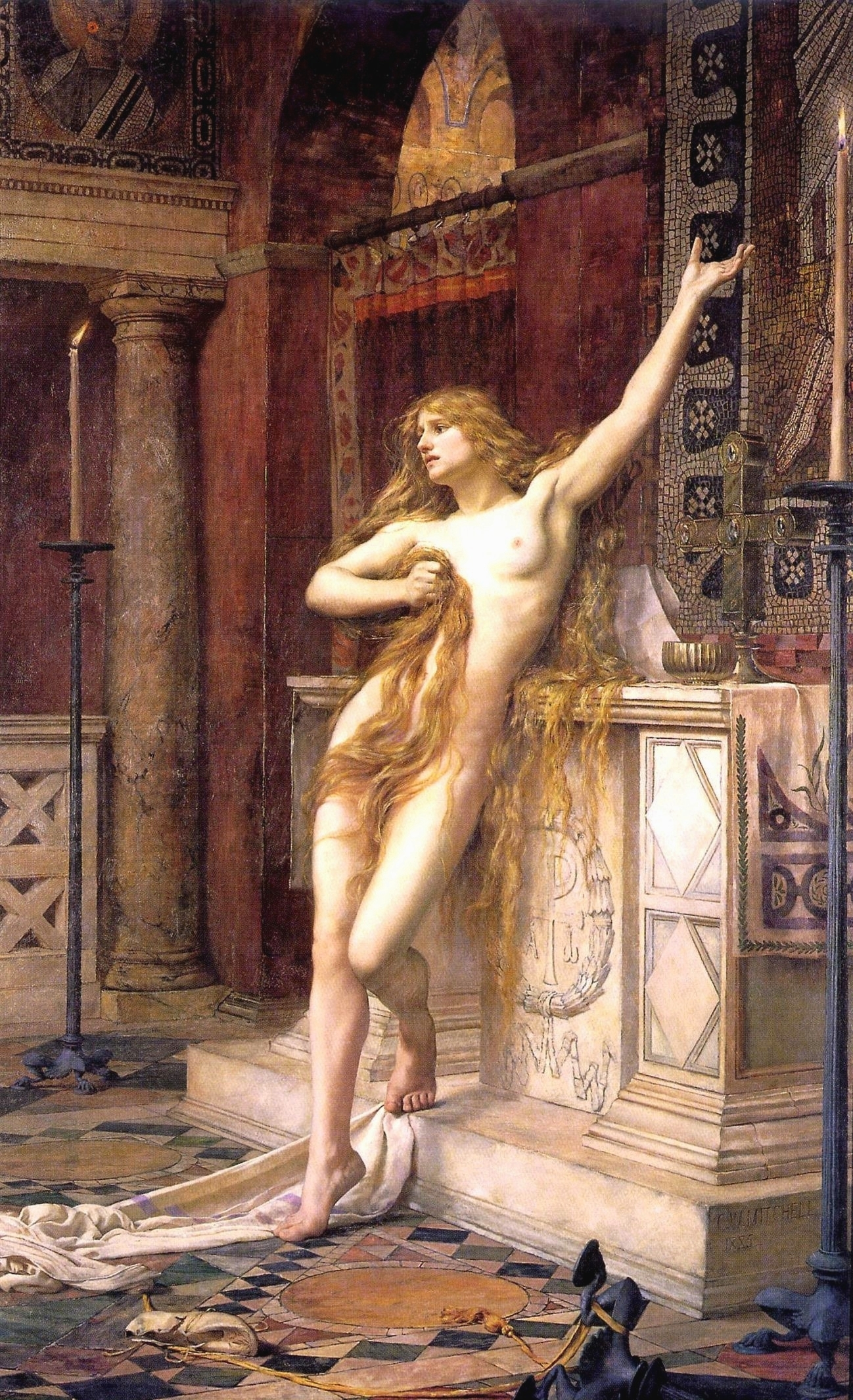
Hypatia, într-o pictură de Charles William Mitchell

Hypatia din Alexandria (n. 360 d.Hr., Alexandria, Imperiul Roman – d. martie 415 d.Hr., Alexandria, Egipt) a fost o matematiciană, filozoafă și astronomă greacă ce a trăit în Egiptul roman, la Alexandria. A fost o filozoafă neoplatonistă, care a încurajat folosirea logicii și a matematicii împotriva misticismului. A fost ucisă de un grup de creștini care o acuzau de producerea unor tulburări religioase în oraș.

## Viața
Hypatia a fost fiica și eleva lui Theon, ultimul matematician asociat cu Musaeum și unul dintre ultimii membri ai bibliotecii din Alexandria. A călătorit și a studiat în Atena și în Italia, înainte de a deveni liderul școlii platonice din Alexandria în jurul anului 400. În enciclopedia bizantină din secolul X, Suda, apare o referință la munca ei ca profesoară de filosofie, predând lucrările lui Platon și Aristotel. Se crede că între studenții ei erau atât creștini cât și păgâni. Tatăl ei i-a predat matematică și astronomie, iar Hypatia a ajuns expertă în ambele științe. Ea a fost prima femeie matematician și prima profesoară din Alexandria.

## Reprezentarea în cultură
Hypatia este personajul principal al filmului Agora din 2009. A devenit un simbol pentru iluminism și feminism. Era cunoscută drept „Egipteanca cea înțeleaptă”. A elaborat împreună cu tatăl ei teorii despre sistemul solar.